# تورنهو (كامبريدجشير)
تورنهو (بالإنجليزية: Thornhaugh)‏ هي قرية وأبرشية مدنية تقع في المملكة المتحدة في إنجلترا.